# دهستان حومه (رشت)
دهستان حومه نام دهستانی از بخش مرکزی شهرستان رشت، استان گیلان در ایران است که شامل ۲۵ آبادی به نام‌های توسراوندان، بیجارپس، پلکو، کرچوندان، پاچکنار، خناچاه، لچه‌گوراب، بیجاربنه، میشامندان، کژده، شالکو، پیرکلاچاه، پیشه‌ور، ویشکاسوقه، شکاراسطلخ، گوراب، گرفم، خاجان دودانگ، خاجان چهاردانگ، سوقه، رکن‌سرا، بالا کویخ، پایین کویخ، توچی‌پایه‌بست و دواب مردخ می باشد. براساس سرشماری مرکز آمار ایران در سال ۱۳۸۵، جمعیت آن ۲۰۷۰۳ نفر (۵۸۳۲ خانوار) بوده‌است.